# Stephanus Van Cortlandt
Stephanus Van Cortlandt (Nuova Amsterdam, 7 maggio 1643 – 25 novembre 1700) è stato un politico statunitense, 10° e 17° sindaco di New York.